# André Lerond
André Lerond (Le Havre, 6 de desembre de 1930 - Bron, 8 d'abril de 2018) és un exfutbolista francès.

## Selecció de França
Va formar part de l'equip francès a la Copa del Món de 1958.